# Otto Krebs
Pour les articles homonymes, voir Krebs.
Josef Karl Paul Otto Krebs, né le 25 mars 1873 à Wiesbaden et mort le 26 mars 1941 à Heidelberg, est un industriel allemand qui fut un collectionneur majeur d'impressionnistes et de maîtres français du tournant du siècle, en particulier de Cézanne, Van Gogh et Gauguin. Ses œuvres ont été transférées par l'Armée rouge à Léningrad en tant que réparation des dommages de guerre subis. Elles se trouvent aujourd'hui au musée de l'Ermitage de Saint-Pétersbourg. 

## Vie et carrière
Otto Krebs naît dans la famille d'un enseignant de physique qui sera nommé plus tard professeur. Il poursuit ses études techniques au Polytechnikum de Berlin, puis étudie la philosophie à Zurich, qu'il termine par une thèse en 1897. Il est ensuite directeur commercial de la firme hambourgeoise Rudolf Otto Meyer, puis en 1906 fonde une nouvelle entreprise (Strebelwerke) à Mannheim qui au fil des années se hisse au rang des meilleures dans le domaine des chaudières et en particulier des chaudières à vapeur.
Son succès entrepreneurial est dû à la découverte par l'ingénieur Joseph Strebel en 1893 d'un système de chaudière à vapeur, structurée à contre-courant (Gegenstromgliederkessel-D.R.P. Nr. 76582). Il est suffisamment fortuné pour commencer sa collection dans les années 1920. Il achète surtout ses toiles à Paris, en particulier chez Durand-Ruel ou chez Bernheim-Jeune. Il  s'installe vers 1930 dans son domaine (nommé Holzdorf) acheté en 1917 pour ses moments de loisir et de vacances, qu'il passe avec sa maîtresse, la pianiste Frieda Kwast-Hodapp. Il souffre ensuite d'un cancer (Krebs signifie « cancer » en allemand) et il meurt dans sa propriété en 1941. Il lègue une grande partie de ses biens à une fondation concernant la recherche sur le cancer.

## Holzdorf
Holzdorf est un petit village au sud de Weimar que Krebs avait connu au cours de ses voyages entre Mannheim - siège de son usine - et les usines-filiales en Bohême et en Silésie prussienne. Il achète ce domaine agricole en 1917 et y fait construire une demeure pour installer sa collection qu'il démarre. Les pièces de réception présentent des tapisseries des Gobelins et des tableaux de peintres modernes français. Après la victoire des Alliés, la demeure est occupée par des représentants de l'état-major soviétique; la collection est transportée par les troupes d'occupation soviétiques en 1947 à Léningrad, en réparations de guerre. Elle est cachée au public, jusqu'en 1995.

## La collection
Otto Krebs démarre sa collection après l'achat du domaine. Elle comprend aussi bien des objets antiques, que du mobilier ancien et de la peinture moderne. Bien qu'il apprécie la période romantique, sa collection est surtout basée sur des œuvres du tournant du XIXe siècle et du XXe siècle. Albert Kostenevitch la compare à celle de l'Américain Albert C. Barnes, mais de meilleure qualité, en particulier ses Cézanne, dont sept tableaux démontrent toutes les possibilités du maître, aussi bien en nature morte, qu'en paysage (ainsi du Jas de Bouffan), portrait, ou composition figurative. De même sa collection de Van Gogh (quatre tableaux dont le Portrait de Madame Trabuc peint en septembre 1889) et de Gauguin (deux tableaux, dont Les Deux sœurs, ou Piti Teina, inconnu jusqu'à l'exposition de l'Ermitage de 1995) est exceptionnelle de qualité. Tous ces chefs-d'œuvre sont différents et représentent un vue d'ensemble de la peinture de cette époque qui atteint les sommets de l'art. La collection comprend entre autres des Degas, six Monet, un Toulouse-Lautrec, des Pissarro (dont Une vue du quai Malaquais magistrale), un Picasso (Le Buveur d'absinthe), ou encore Madame Vuillard dans le salon (1898) de Vuillard.

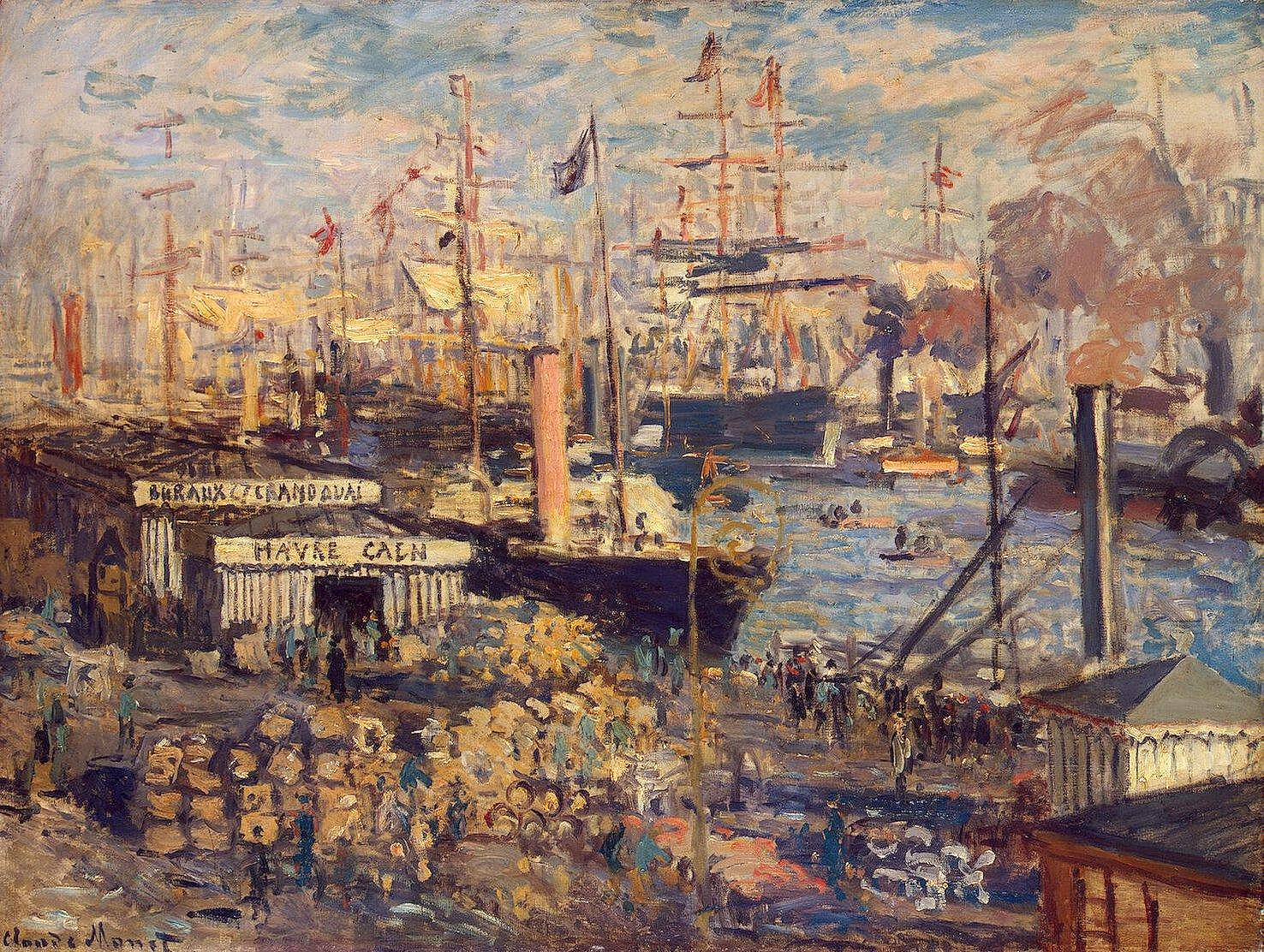
Claude Monet : Le Grand Quai au Havre (1874), musée de l'Ermitage
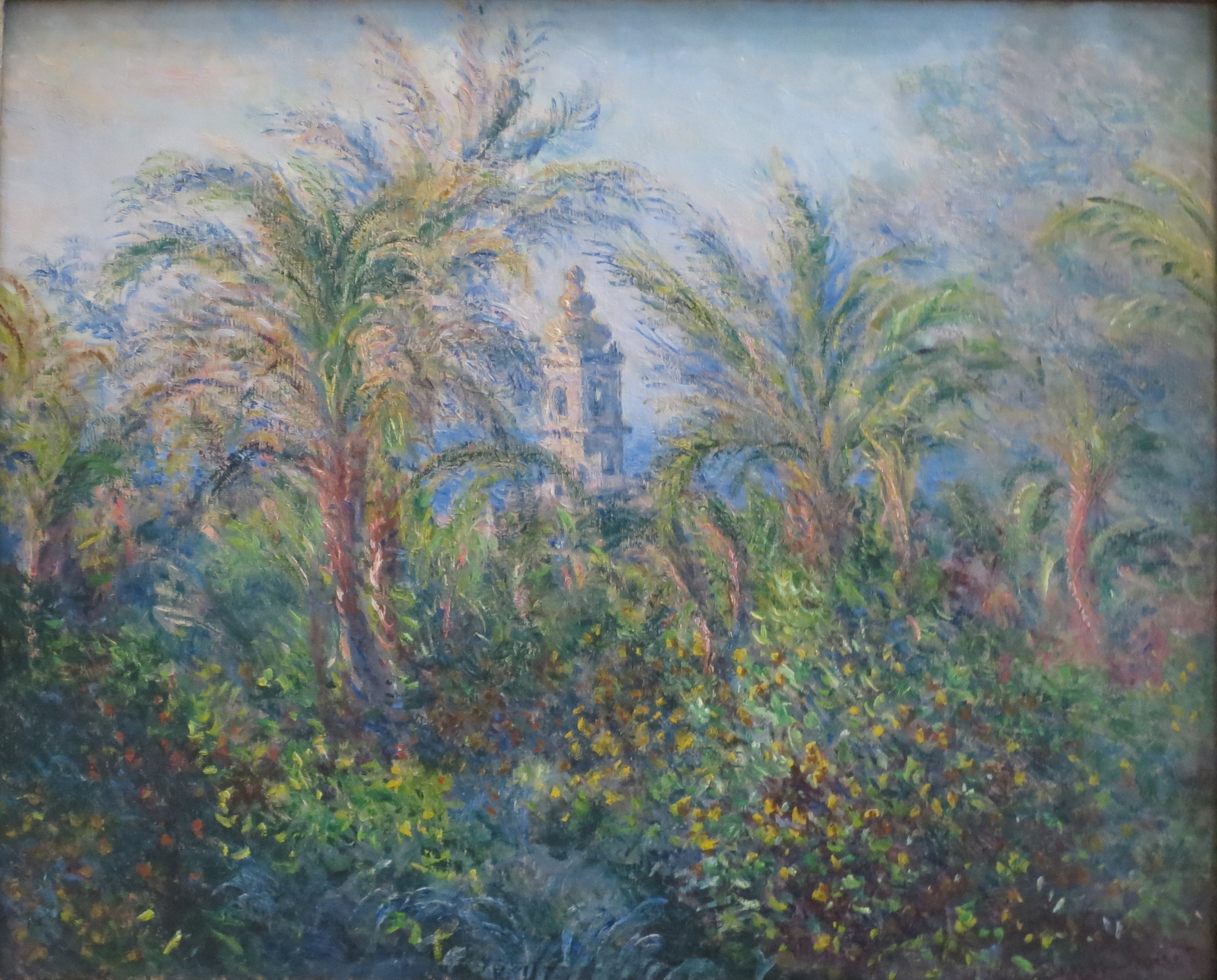
Monet : Jardin à Bordighera, impression de matin (1884), musée de l'Ermitage.
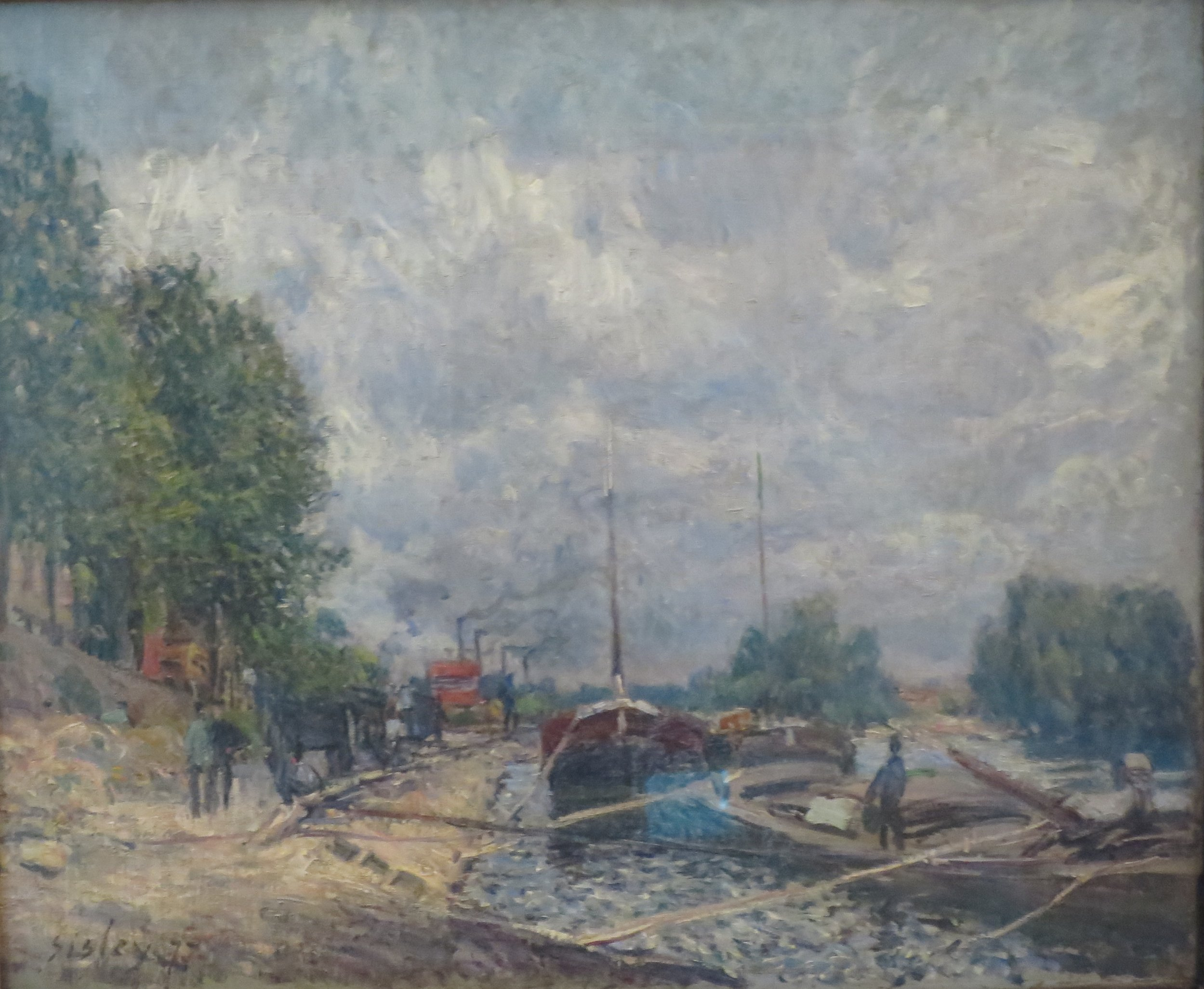
Alfred Sisley : Les Péniches à Billancourt (1877), musée de l'Ermitage
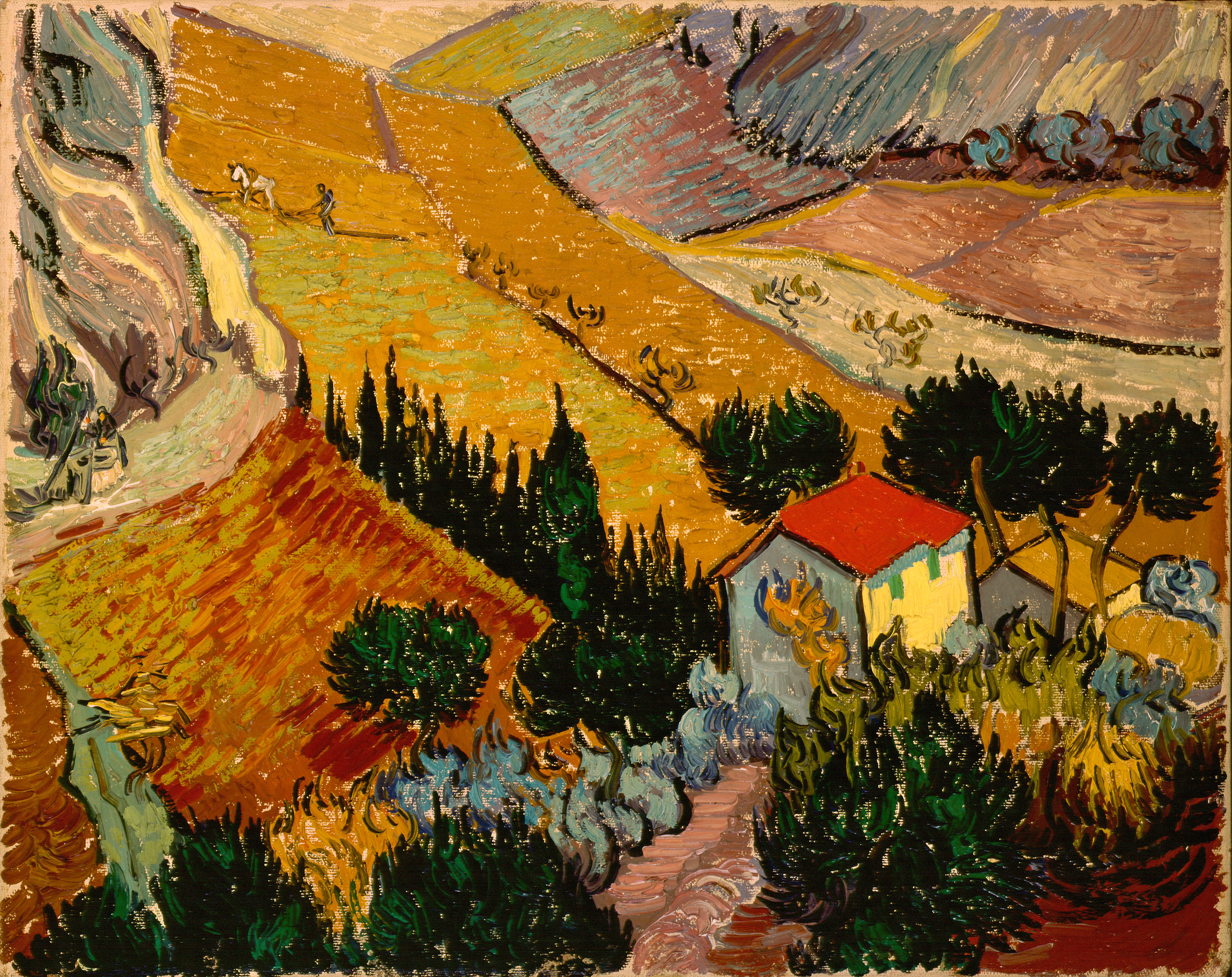
Vincent van Gogh : Paysage avec une maison et un laboureur (1889), musée de l'Ermitage
Van Gogh : La Maison blanche, la nuit (1890), musée de l'Ermitage
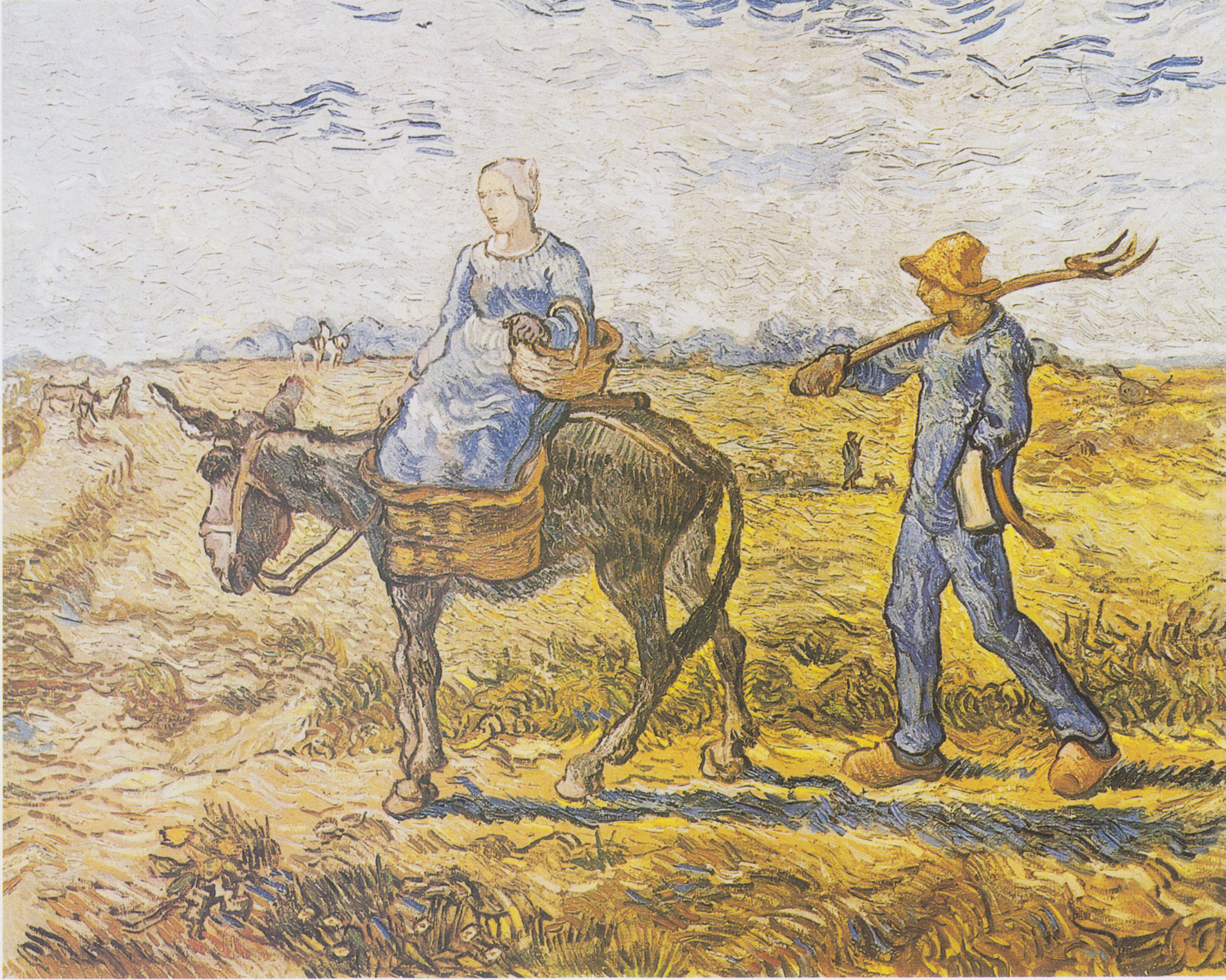
Van Gogh : Le Matin, le départ au travail (1890), musée de l'Ermitage
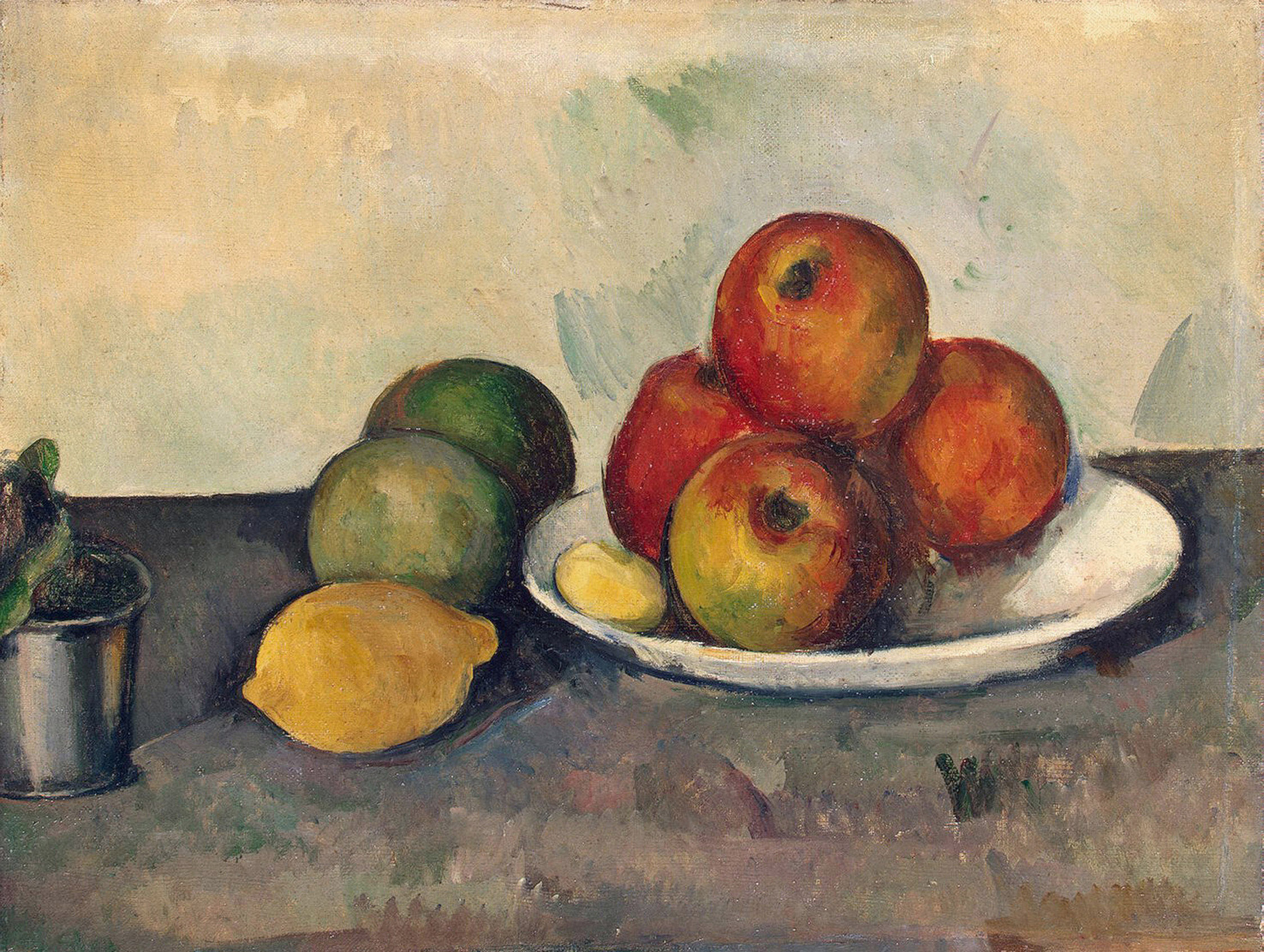
Cézanne : Nature morte aux pommes (vers 1890), musée de l'Ermitage
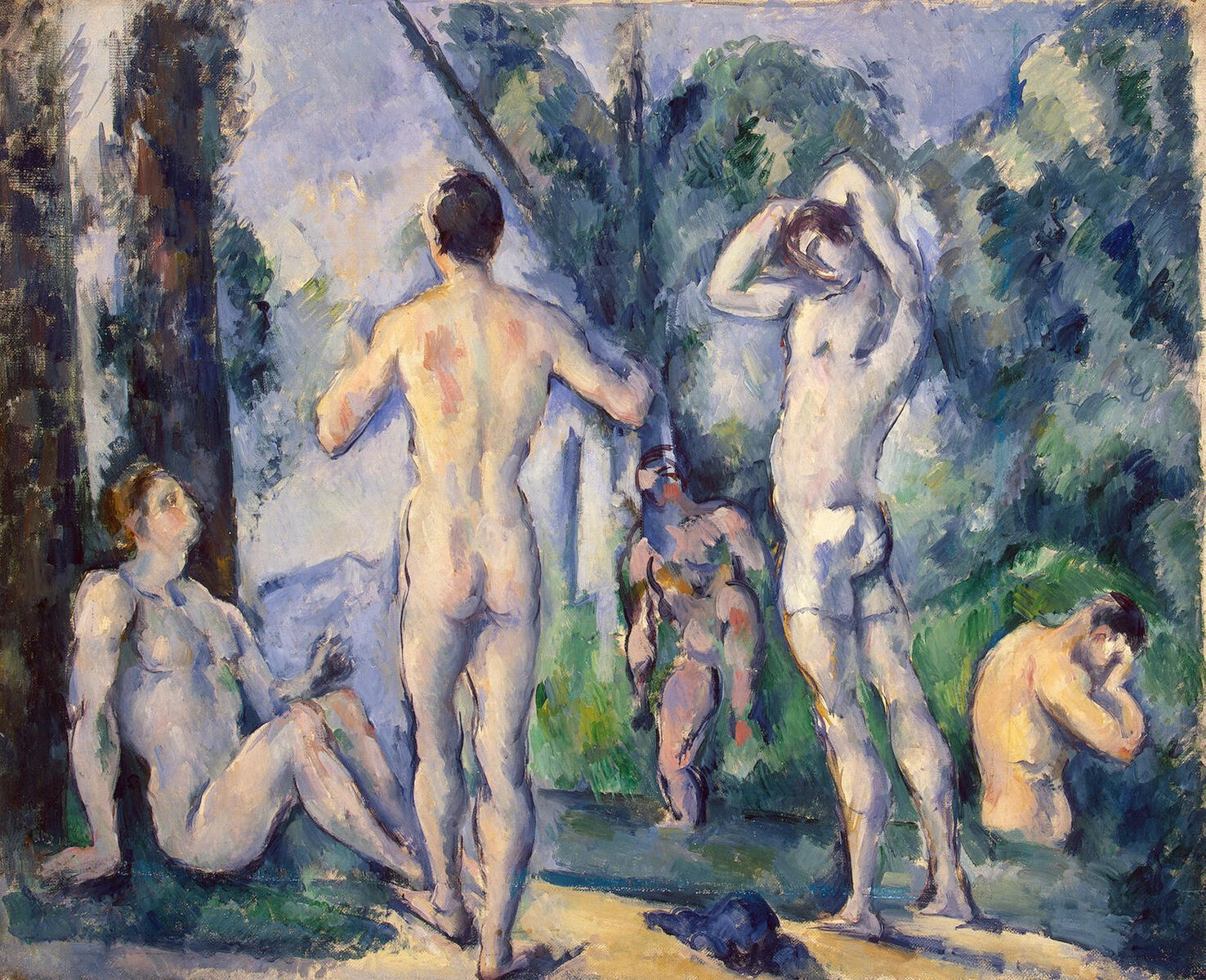
Cézanne : Les Baigneurs (1890 ou 1891), musée de l'Ermitage